# Farmington (Misuri)
Farmington es una ciudad ubicada en el condado de St. Francois en el estado estadounidense de Misuri. En el Censo de 2010 tenía una población de 16240 habitantes y una densidad poblacional de 667,91 personas por km².

## Geografía
Farmington se encuentra ubicada en las coordenadas 37°46′57″N 90°25′47″O / 37.78250, -90.42972. Según la Oficina del Censo de los Estados Unidos, Farmington tiene una superficie total de 24.31 km², de la cual 24.21 km² corresponden a tierra firme y (0.42%) 0.1 km² es agua.

## Demografía
Según el censo de 2010, había 16240 personas residiendo en Farmington. La densidad de población era de 667,91 hab./km². De los 16240 habitantes, Farmington estaba compuesto por el 90.26% blancos, el 7.14% eran afroamericanos, el 0.32% eran amerindios, el 0.8% eran asiáticos, el 0.04% eran isleños del Pacífico, el 0.3% eran de otras razas y el 1.13% pertenecían a dos o más razas. Del total de la población el 1.52% eran hispanos o latinos de cualquier raza.